# Cantone di Saint-Berthevin
Il Cantone di Saint-Berthevin è una divisione amministrativa dell'arrondissement di Laval.
A seguito della riforma approvata con decreto del 21 febbraio 2014, che ha avuto attuazione dopo le elezioni dipartimentali del 2015, è passato da 7 a 4 comuni.
È bagnato dal fiume Jouanne.

## Composizione
I 7 comuni facenti parte prima della riforma del 2014 erano:
- Ahuillé
- Astillé
- Courbeveille
- L'Huisserie
- Montigné-le-Brillant
- Nuillé-sur-Vicoin
- Saint-Berthevin

Dal 2015 i comuni appartenenti al cantone sono i seguenti 4:
- Changé
- Saint-Berthevin
- Saint-Germain-le-Fouilloux
- Saint-Jean-sur-Mayenne